# GE U25C形ディーゼル機関車
GE U25Cは、1963年9月から1965年12月の間にゼネラル・エレクトリック(GE)が製造した6動軸の電気式ディーゼル機関車である。革新的な設計が施され、アメリカのディーゼル機関車第2世代というべきU25Bを6動軸にしたものである。その設計コンセプトについてはU25Bの項目を参照されたい。

## 形態
外観は、U25Bと比較すると、台枠が若干長く、ショート・フードが若干短い。そのショート・フードは、すべての車両が運転室と同じ高さまであるロー・フード型である。ダイナミックブレーキを搭載した車両には、ロング・フード先端部のラジエターの下に抵抗器が見える。
3軸台車の各軸同士の軸距が異なるのは、モーターを3つ納めているためである（軸距の短い部分に1つ、長い部分に2つのモーターが入る）。
運転室前面窓は1枚であり、U25Bのように2枚窓で製造されたものはない。
のちに、一部の車両が試験的に2,750馬力に出力アップされ、それがU28Cに引き継がれた。

## 新製時の所有者
| 鉄道運営会社                                     | 両数 |
| ------------------------------------------------ | ---- |
| アトランティック・コースト・ライン鉄道           | 21   |
| シカゴ・バーリントン・アンド・クインシー鉄道     | 6    |
| ルイビル・アンド・ナッシュビル鉄道               | 18   |
| レイク・スペリオール・アンド・イシュペミング鉄道 | 2    |
| ノーザン・パシフィック鉄道                       | 30   |
| オロ・ダム・プロジェクト                         | 10   |
| ペンシルバニア鉄道                               | 20   |